# Dark Light
Dark Light jest  piątym studyjnym, z kolei albumem fińskiego zespołu rockowego HIM. Został wydany w 2005 roku. Jest to pierwszy fiński album muzyczny, który został wyróżniony Złotą Płytą w USA.

## Lista utworów
1. "Vampire Heart"  – 4:45
2. "Wings Of a Butterfly"  – 3:29
3. "Under the Rose"  – 4:49
4. "Killing Loneliness"  – 4:29
5. "Dark Light"  – 4:31
6. "Behind the Crimson Door"  – 4:34
7. "The Face of God"  – 4:34
8. "Drunk on Shadows"  – 3:49
9. "Play Dead"  – 4:36
10. "In the Nightside of Eden"  – 5:39
11. "Venus  (In Our Blood)" (tylko w specjalnej internetowej edycji limitowanej i na płycie gramofonowej) – 4:34
12. "The Cage" (tylko w obu edycjach limitowanych i na vinylu) – 4:19
13. "Poison Heart" (Cover Ramones) (tylko w wydaniu japońskim i na vinylu) – 3:45

## Pozycje na listach
| Lista | Kraj   | Pozycja |
| ----- | ------ | ------- |
| OLiS  | Polska | 16      |